# Oswald Oberhuber
Oswald Oberhuber (n. 1 februarie 1931, Merano, Venezia Tridentina⁠(d), Italia – d. 17 ianuarie 2020, Viena, Austria) a fost un pictor, sculptor și grafician austriac.

## Viața
Oberhuber a învățat întâi sculptura între anii 1945-1949 la Bundesgewerbeschule în Innsbruck. După aceasta urmeaza cursurile la Akademie der bildenden Künste din Viena  ca elev a  lui Fritz Wotruba și la Akademie der Bildenden Künste Stuttgart ca elev a lui Willi Baumeister. Oberhuber este reprezentantul Austriei la Bienala de la Veneția din 1982.
Între 1964-1965 a fost consilier artistic la Galerie nächst St. Stephan, pe care o preia de la Otto Mauer 1973 și o conduce până în 1978.
În 1977 participă la documenta 6 și in 1982 la documenta 7. În 1973 a fost numit profesor la Hochschule für angewandte Kunst din Viena, unde a rămas până la pensionare, în 1998 (între 1979-1987, respectiv 1991-1995 a fost rectorul instituției).
Oswald Oberhuber expune în Galerie Vorsetzen din Hamburg, obiecte de mobilă, design, desene (1989) și pictură (1992).
Academia din Stuttgart îi conferă în anul 1982 titlul de Membru de Onoare și în 2004 Senator de Onoare.

## Premii și distincții
- 1978 Preis der Stadt Wien für Bildende Kunst
- 1990 Tiroler Landespreis für Kunst
- 1990 (?) Österreichischer Staatspreis
- 2004 Österreichische Ehrenkreuz für Wissenschaft und Kunst 1. Klasse

## Expoziții (extras)
- 1970 Galerie in Ruhe – Die leere Galerie, Galerie nächst St. Stephan, Wien (A).
- 1973 Oswald Oberhuber, Kunsthalle Basel (CH).
- 1978 Raum und Licht, Magazino di Sale cervia (I).
- 1982 Staatliche Akademie der Bildenden Künste Stuttgart (D).
- 1983 Farbraum, De Vleeshal, Middelburg (NL).
- 1985 Pinturas, Dibujos, Esculturas, Museo de Bellas Artes, Bilbao (E).
- 1987 Frankfurter Kunstverein
- 1987 Tiroler Landesmuseum, Innsbruck (A).
- 1987 Oberhuber im Oktober, Museum für angewandte Kunst (Wien), Wien (A).
- 1987 Skulpturen + Tekeningen 1948 – 1987 (Europalia), Museum van Hedendaagse Kunst, Gent (B).
- 1988 Kunsthalle Freiburg (D).
- 1988 Kunsthalle Ludwigsburg (D).
- 1988 Museum moderner Kunst, Bozen (I).
- 1988 Städtische Kunsthalle, Erlangen (D).
- 1988 Museum moderner Kunst, Wien (A).
- 1989 Kunstmuseum Heidenheim (D).
- 1993 Kulturhaus Graz (A).
- 1994 Bawag Foundation, Wien (A).
- 1999 Geschriebene Bilder, Museum für angewandte Kunst (Wien) (A).
- 2003 Mutazione - Permanente Veränderung, Kunst Meran (I).
- 2006 Der ewige Prozess der Geburt, Wiener Secession (A).
- 2006 Permanenz und Veränderung, Tiroler Landesmuseum, Innsbruck (A).
- 2009 Die Leidenschaften des Prinzen Eugen, Österreichische Galerie Belvedere, Wien(A).
- 2010 Raum und Linie, Rathausgalerie Balingen

## Legǎturi externe
- Citate (germană) din Oswald Oberhuber
- 30 min. Interview durch eine ehemalige Studentin auf Okto-TV Arhivat în 2 decembrie 2013, la Wayback Machine.
- Videoportrait zu Oswald Oberhuber von CastYourArt
- Lebenslauf, Ausstellungsliste und Werkübersicht mit Abbildungen bei Galerie Altnöder
- Matthias Dusini, Das Kind im Künstler falter 05/2006 vom 1. Februar 2006 Arhivat în 3 ianuarie 2009, la Wayback Machine.
- de Oswald Oberhuber în Catalogul Bibliotecii Naționale a Germaniei (Informații despre Oswald Oberhuber • PICA • Căutare pe site-ul Apper)
- Kunstaspekte, Oswald Oberhuber